# Národní hřbitov Fort Richardson
Národní hřbitov Fort Richardson je národní hřbitov USA ve Fort Richardson poblíž Anchorage na Aljašce. Zabírá 39 akrů a ke konci roku 2006 měl 4527 hrobů. Většinu roku jsou hroby nepřístupné kvůli sněžení.
Byl vytvořen v průběhu druhé světové války jako místo bylo pro vojáky jakékoliv národnosti, kteří zemřeli na Aljašce. Po válce bylo mnoho z pozůstatků vyzvednuto a vrátili se na svá místa původu, ale někteří zůstali na hřbitově, včetně 235 japonských vojáků, kteří zemřeli v bitvě u Aleutských ostrovů – byli exhumováni v roce 1953 a zpopelněni při šintoistickém a buddhistickém obřadu pod dohledem japonských vládních představitelů. V roce 1981 japonští obyvatelé Anchorage postavili značku v místě jejich pohřbu.
Dne 28. května 1984 se hřbitov stal národním hřbitovem, který spravuje United States Department of Veterans Affairs.
V roce 2012 byl objekt zařazen do National Register of Historic Places.